# テーダマツ
テーダマツ（Pinus taeda）はマツ科マツ属の樹木である。タエダマツ、タエダ松などとも表記される。

## 名前と分類
マツ科マツ属に属するいわゆるマツ (松、英語: Pine) の一種。マツ属の中では複維管束亜属に分類。亜種や変種は知られていない。
何種類かのマツとは雑種を形成し、比較的近縁であると考えられている。このうち、以下に挙げるマツとの雑種個体は天然でも確認されている。
- エキナタマツ Pinus echinata
- ダイオウマツ P. palustris
- リギダマツ P. rigida
- ヌママツ P. serotina

※ ヌママツはリギダマツの亜種や変種にあたると考える学者もいる。
学名Pinus taedaの種小名 taedaは「樹脂に富む木材」を表している。和名はこの種小名に由来するテーダマツの呼び名が一般的である。原産地のアメリカでの代表的呼称は Loblolly Pine。Loblollyは「低湿地」という意味で本種の代表的な生育地を指す。他にもいくつかの古い名前を持つが、これらは現在ほとんど使われることはない。"Oldfield Pine"は先駆的な種（パイオニア的な種）であり、やせた土地に生えることに由来している。"Bull Pine"という名前は"bull"は「雄牛」を意味し、本種の大きさに由来している。"Rosemary Pine"という名前は本種がアメリカ南部に生える他の二・三葉マツ類と比べて独特の香りを持つために付けられた。

## 分布
アパラチア山脈以南のアメリカ合衆国南東部に広く分布。生育地の気候は多湿であり夏は暑く、冬はあまり寒くない。年間平均降水量は1000 mmから1500 mm程度。森林の生長期間は分布域北部では5カ月から、同南部の海岸付近では10カ月ほど。年間気温の変動は13-24℃で7月の気温は27℃で頻繁に38℃を上回る。1月の平均気温は4℃から16℃で分布域の北部や西部では-20℃以下になることもある。
生育地の北への拡大を制限するものは冬の低温と、開花時期の氷雪や低温が原因だと考えられている。テキサス州やオクラホマ州以西への拡大を拒むのは十分な量の成長期を欠くことが原因とみられる。
山火事が起きにくくなっていることで、本種はアメリカ深南部（ディープサウス、Deep South）のいくつかの地域で分布を拡大している。これらの地域はかつてはダイオウマツ（Pinus palustris）やスラッシュマツ（P. elliotti）など極陽性のマツが優勢であった。
アメリカ南部を代表する有用林業樹種の一つ。オーストラリアなどを含む原産地以外でも木材やパルプを目的とする植林がなされて分布している。
日本国内の観察においてもアカマツを大幅に上回る成長を見せ、特に10年生以後がアカマツに比べて著しく早く成長するという、また、マツ材線虫病 (マツ枯れ、マツ食い虫とも) に対する高い抵抗性などから一時期林業用樹種として大いに期待された。風で損傷しやすいこと、外来種問題などから新規で植えられることはほぼないものの、比較的温暖な地域の公園や植物園では目にすることの多い外国産マツである。

### 雑種の分布
前述のようにいくつかのマツと天然条件下で雑種を形成する。ダイオウマツとテーダマツの雑種はSonderegger pineと呼ばれ、ルイジアナ州(Louisiana)やテキサス州東部で良く見ることができる。ヌママツ（Pinus serotina）とテーダマツの雑種はノースカロライナ州で観察されている。他にもリギダマツ（P. rigida）などとの雑種がニュージャージー州などの分布域北部などで発見され、研究が進んでいる。
エキナタマツ（P. echinata）との雑種がオクラホマ州などの分布域西部に分布しており、他にもルイジアナ州などの分布域南部で互いに分布が重なる地域には生息している可能性がある。この雑種はテーダマツで問題になるfusiform rust（意訳：紡錘さび病?）に対して耐性を持つ。
人工的な雑種が生産されている。テーダマツとエキナタマツとリギダマツを掛け合わせたものはかなり期待されている。これはテーダマツとエキナタマツの雑種個体が重大な病害fusiform rustに耐性を持ち、テーダマツとリギダマツとの雑種個体は低温への耐性が上がるためで、この両方の形質を持ち合わせることで植林地の適地をさらに北へと広げることが出来ると考えられている。

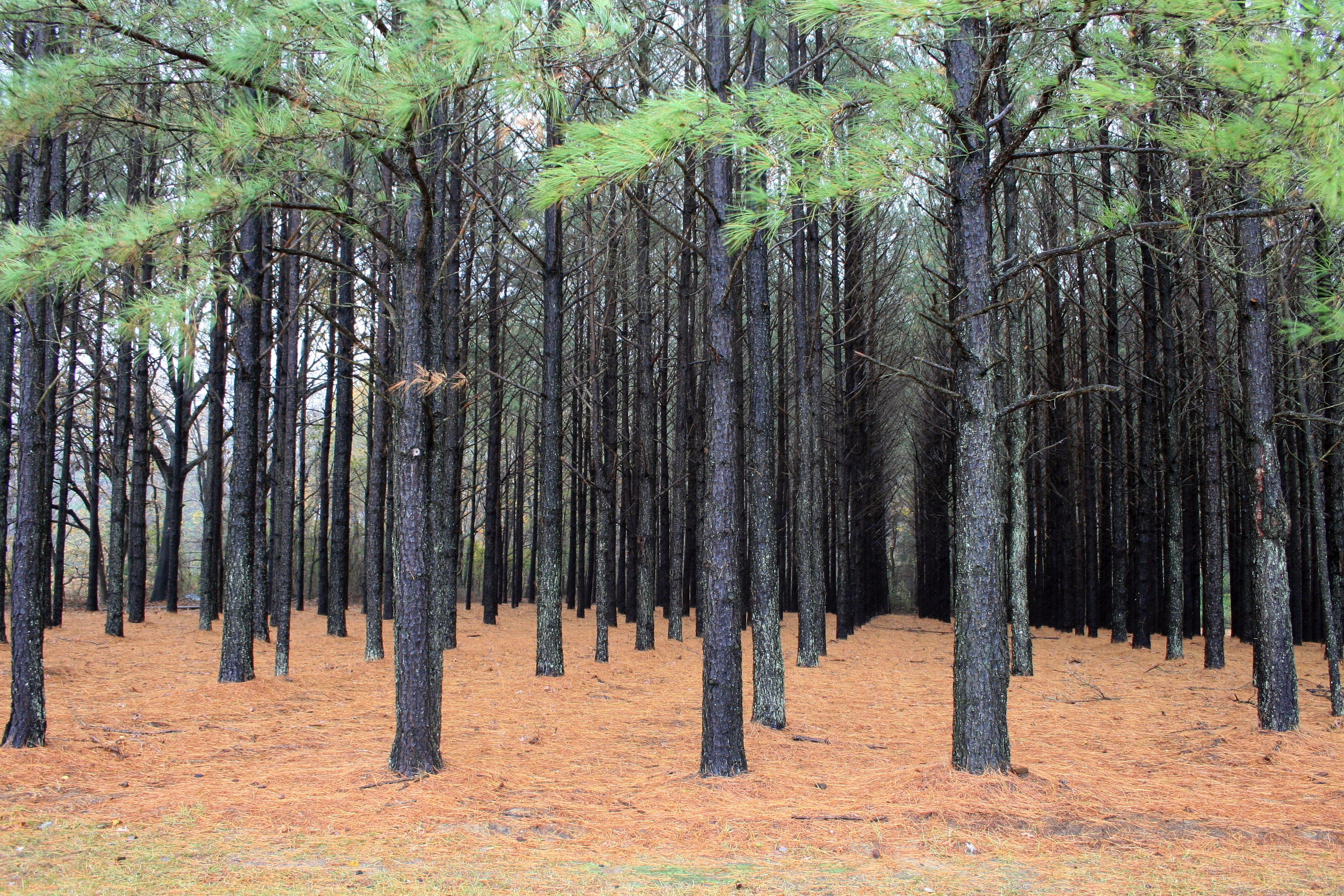
整然と並ぶ植林地の個体たち
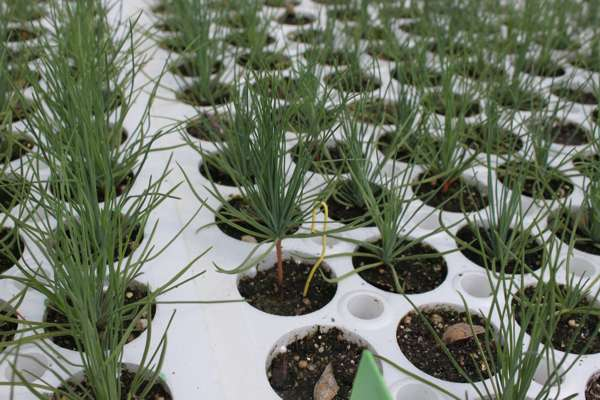
ダイオウマツとの雑種sonderegger pineの苗

## 形態
成木は樹高は30-35 m、胸高直径は0.4 m-1.5 mに達し、アメリカ南部のマツとしてはダイオウマツとならび最大級の種類である。樹皮はかなり黒っぽい褐色で荒く鱗状に裂ける。個体によってはダイオウマツ以上に大きくなることがあり、サウスカロライナ州のコンガリー国立公園（Congaree National Park）に生えている個体は樹高51.4 m、材積は42立方メートルに達する。
日本では見られない三針葉マツの一種。針葉は3枚が束生し、しばしば湾曲する。長さは12 cm-22 cmほどと日本のマツよりもかなり長く特徴的であるが、アメリカ南部のマツとしては中ぐらいの長さであり、ダイオウマツ（Pinus palustris）やスラッシュマツ（P. elliotti）よりは短いが、エキナタマツ（P. echinata）やモミハダマツ（P. glabra）よりは長い。針葉の寿命は多くの場合2年であり、このために「常緑」である。針葉の一部は乾燥などの厳しい気象条件・虫による食害などで傷付き、早く落としてしまうことがある。多くの針葉は2年目の秋から冬にかけて寿命となって落ちる。
本種は雌雄同株であり、雄花は当年生の枝の先端に形成される。雌花は当年生の枝に形成される。雄花は見た目は尾状花序のようである。長さは2.5 cm〜4 cmほどで色は成長具合によって明るい緑色から赤色まで変動する。雌花は一般的に卵型で長さは1.0 cm-1.5 cm、色は成長具合によって明るい緑色から暗いピンクから赤色になる。
球果 (松かさ)は細長く、若い球果は緑色をしており、熟すと淡い黄褐色になる。長さは7 cm-13 cmで鱗片が閉じている時の幅は2-3 cm、開くと4 cm-6 cmになる。鱗片には鋭い刺が発達し、熟しても脱落しない。スラッシュマツの球果とは大きさも含めよく似ているが、本種の球果はスラッシュマツのそれよりも艶がなく、棘が発達している。

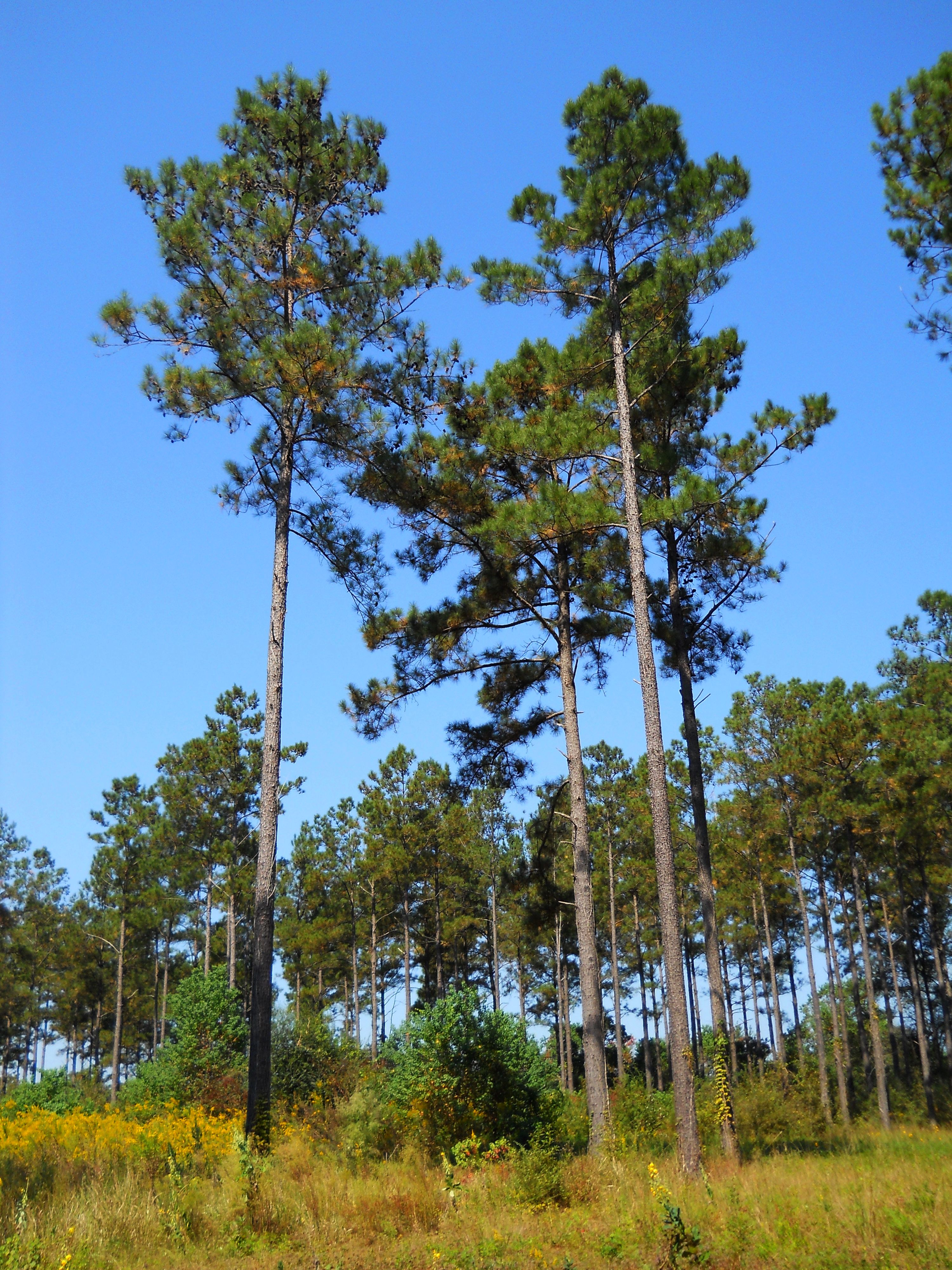
樹形
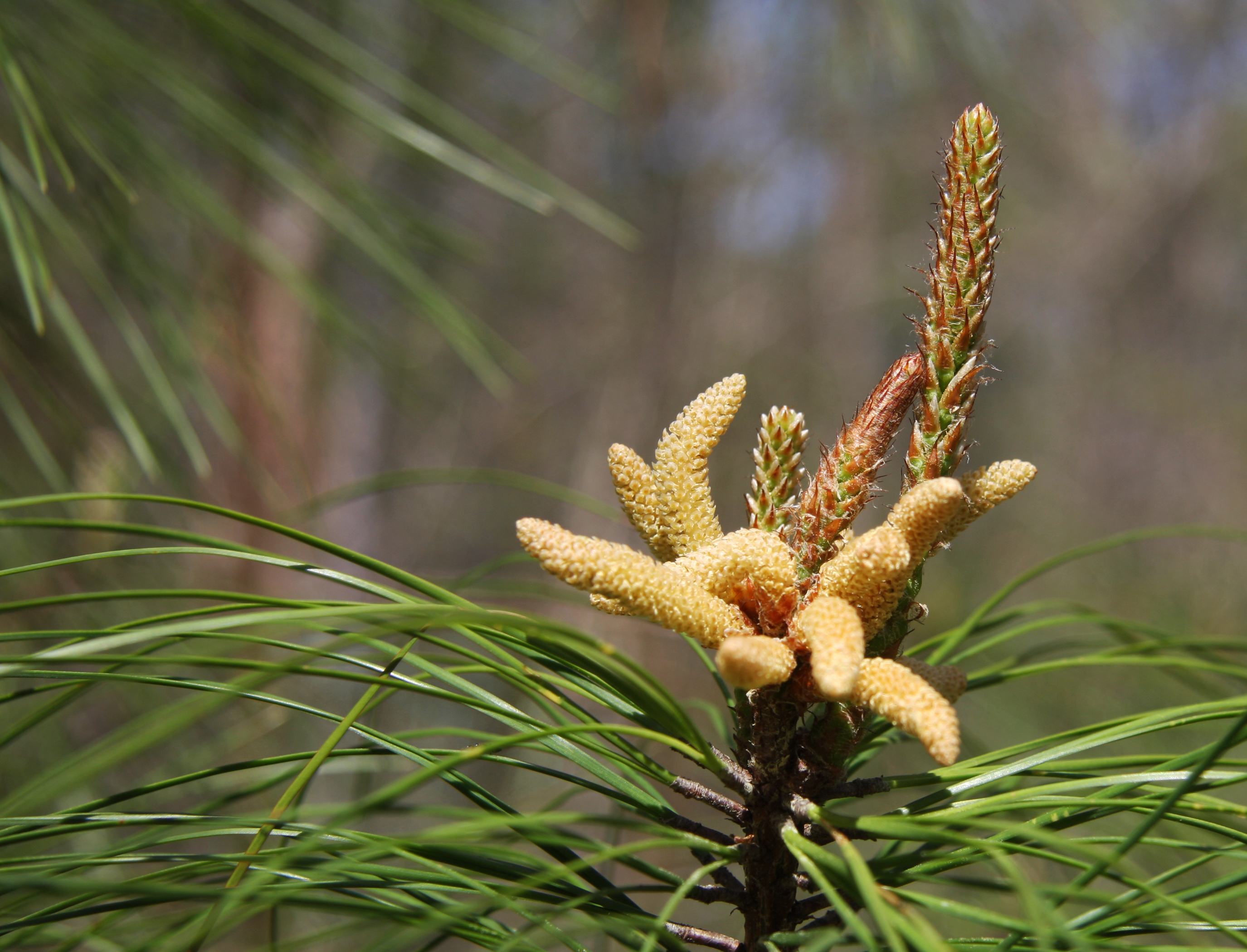
雄花
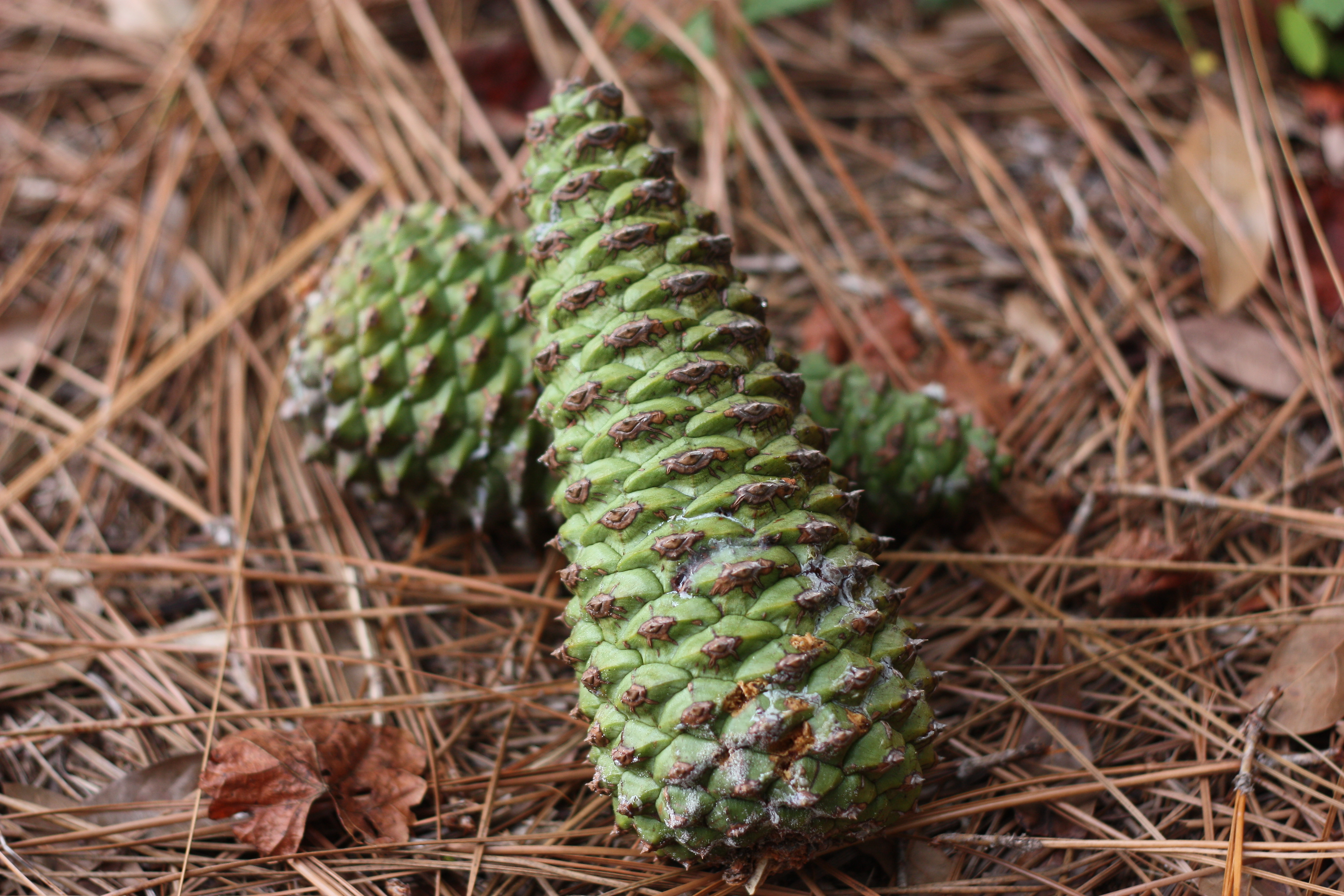
球果は細長く、刺が目立つ。写真は若い緑色のもの

## 生態

### 生活環
蕾の形成は6月中旬から7月上旬に行われる。雄花は7月下旬につぼみの中に、雌花は8月に形成されるが、秋に芽の根元に雄花が、少し遅れて芽の頂点に雌花が作られるまで区別できない。雄花雌花ともに翌年の春まで休眠状態で過ごす。花粉を飛ばすピークは2月1日以後の積算温度350℃、日平均気温13℃を超えたときであり、地域により違いがあるが2月中旬から4月中旬である。開花はその地域の緯度にも関係しており、低緯度の地域では高緯度の地域よりも早い。1本の木で見た場合には雄花は雌花よりも早く成熟する傾向があり、これは自家受粉を防ぐためと見られる。受精した雌花は翌年の春に球果を熟す。球果は乾燥によって開閉を繰り返し種子を散布する。
テーダマツは若いうちはほどほどに耐陰性を持つが、生長するにつれて耐陰性は低くなる。本種の耐陰性の度合いはエキナタマツ(P. echinata)やバージニアマツ(P. virginiana)に似ており、多くの広葉樹よりも劣るが、極めて耐陰性の低いダイオウマツやスラッシュマツには勝るとされている。一般的には耐陰性の低い「陽樹」とみなされている。
苗木は他のマツ類と同じく発芽後数年で生殖可能になり、花を付け始める。アカマツを台木に接ぎ木したものでは8年目に雌花が、翌年には雄花を付けた。

### 他の植物との関係
本種の生育する場所は遷移の進んでいない場所や伐採跡地などであるため、遷移の進み方はかなり予測できるものである。時間の経過とともに本種よりも耐陰性の高い広葉樹が侵入して、本種を上層に広葉樹の幼樹を下層に持つ複層林へと移行していく。具体的にはたくさんあるが、ナラ類、ヒッコリー、ブナ属、ヌマミズキ(Nyssa sylvatica、英名:Black gum)、モクレン属やミズキ属、モチノキ属など。やがて広葉樹が生長して林冠に達し、本種とともに高木層を形成する。
森林は遷移が進むにつれて徐々に安定的な森林である「極相林」に達する。本種の生えている地域では、地域の違いによってナラ - ヒッコリー林、ブナ - カエデ林、モクレン-ブナ林、ナラ- ヒッコリー - マツ林のどれかの形態に落ち着くとされている。

### 気象との関係
風害は小さなものよりも大きな個体で起こりやすく、サビキンの感染によって大きな腫瘍を持つ個体は健康な個体よりも容易に破壊される。風倒木は土壌が浅い所で起きやすく、形状比（樹高を胸高直径で割ったもので、ヒョロヒョロの個体ほど値が高くなる）が高い個体で被害が大きい。
分布北限周辺では低温による損傷が多く、若い実生苗では大量死につながっている。樹齢の高い元気な個体はたまにあるかないかの低温にも耐える。最も多い現象は雪氷が枝葉に付着し、その重みによって生じる冠雪害である。枝の曲がりで済めばいい方で、重度の冠雪害は幹を真っ二つにしたり、樹木を根元からひっくり返して（根返り）しまい樹木にとって致命的なダメージになる。これも形状比が高い個体ほど激害となりやすい。前述のように、リギダマツとの雑種個体は低温への耐性が上昇するという報告がある。
夏の極端な高温と乾燥は実生苗の大量死の原因となることがある。大きな個体でも高温と乾燥によってストレスを受けた結果、抵抗力が弱まり、害虫の攻撃を受けて気象害以上に深刻な問題を誘発することがある。
実生苗や若い個体は洪水によって冠水した状態では長く生存できないという研究がある。春から秋の成長期に2週間以上完全に浸水した状態では死んでしまう。大きな個体は洪水に対してそこそこの抵抗性を見せ、1シーズンなら生存する。しかし、0.3 m以上の水深があると2年目の成長期の間に死んでしまう。

### 昆虫との関係
テーダマツに集まる昆虫についての概論はBakerによって述べられている。
それによると本種は多くの害虫の宿主となっている。しかし、害虫の発生には頻度、地域、継続期間に大きな変動がある。発生する昆虫の大半は小さく、寿命が短く、たいていは一つないし少数のエリアに被害を与える。しかし、いくつかの昆虫はとてつもなく広い範囲を取り囲むまで増殖し、最後には僅かな例外を除いて減少して平常の分布数に戻る。大部分の昆虫が行うマツへの攻撃はダメージや損傷に関しては重大なものではない。
本種にとって最も重大な害虫はキクイムシの仲間である。Dendroctonus frontalis（英名:southern pine beetle）の攻撃はマツの大量死に結び付くときがある。別のキクイムシたちIps spp.の場合、被害は限定的である。ガの仲間Rhyacionia spp.は若い木に大発生することがある。ゾウムシの仲間であるHylobius spp.や Pachylobius spp.は胸高直径1 cm程度の若い木ならば殺してしまうことがある。球果や種子を食害するメイガの仲間Dioryctria spp.や カメムシの仲間Leptoglossus spp.は種子の数を著しく減らしてしまうことがある。southern pine beetleは加害するマツの中でも特に本種を好んで加害し、本種にとって最も厄介な昆虫である。

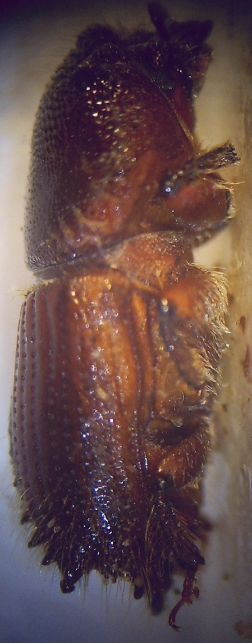
Ips 属のキクイムシの一種
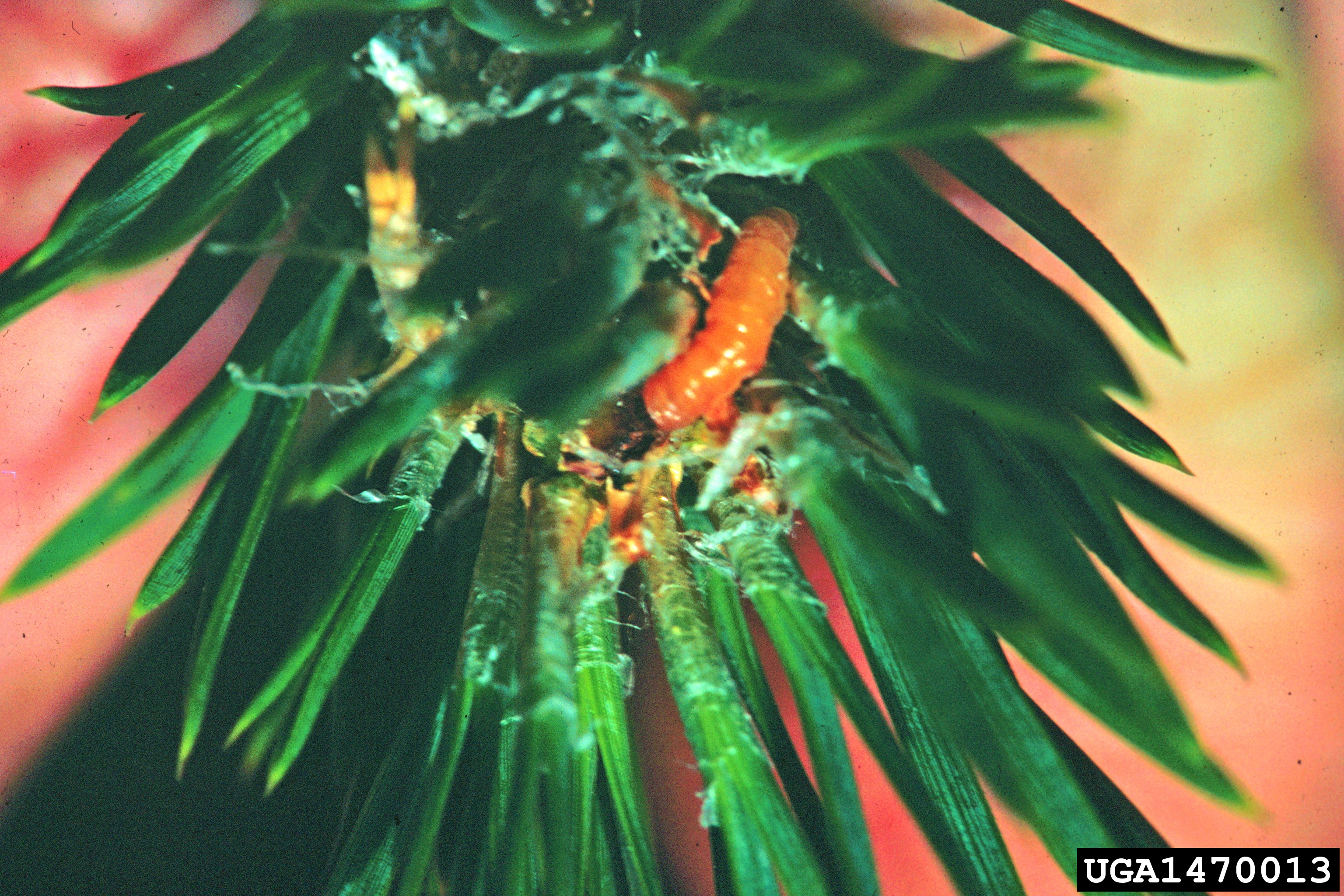
Ryacionia 属のガの一種の幼虫
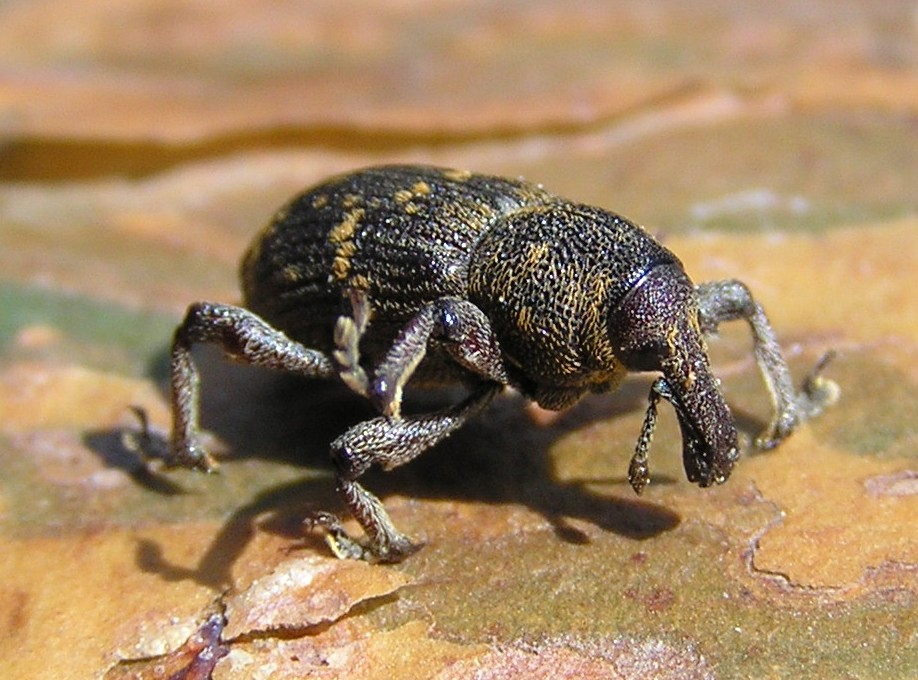
Hylobius 属のゾウムシの一種
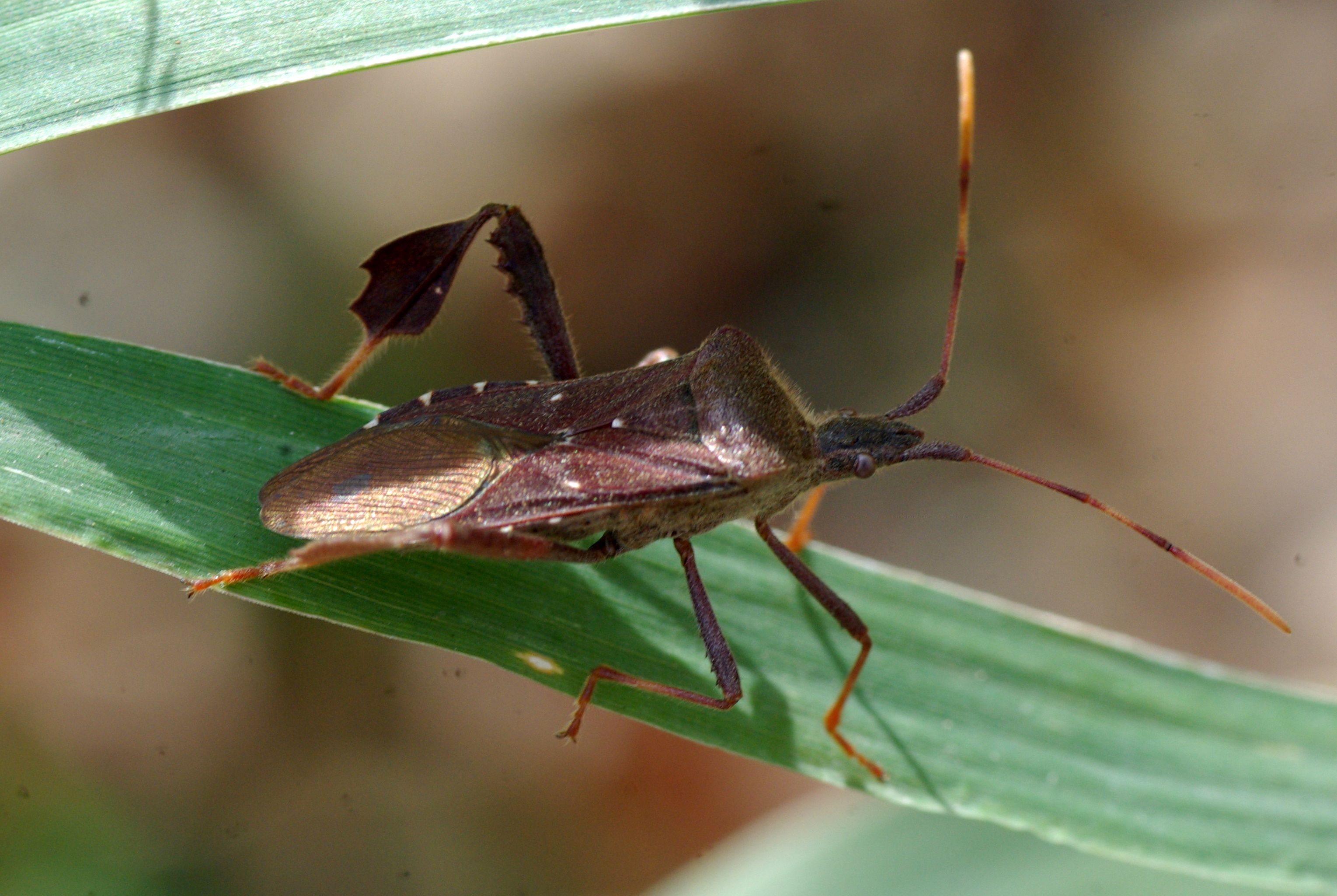
Leptoglossus 属のカメムシの一種。

### 微生物との関係
Heptingは本種に関連する一般的な病気について述べている。それによると本種において特に問題になるのは、フザリウム（Fusarium spp.）やMacrophomina spp.が引き起こし若い苗が感受性の高い根腐れ(立枯)病とサビキンの仲間、Cronatrium quercumm f. sp. fusifromeが引き起こすfusiform rust（意訳：紡錘さび病?）である。
心材の腐朽を引き起こすものもいくつか知られている。主に幹の心材を腐朽させるものとしてPhellinus pini、根株の心材を腐朽させる（根株心腐病）を引き起こすものとして、マツノネクチタケ（Heterobasidion annosum）やカイメンタケ（Phaeolus schweintiziiが知られている。中でもマツノネクチタケは伐根（切株）に付着した胞子が、成長し地中の根の接触部分から健全個体へと感染を広げていくことが多く、人工林を経営する上では大きな問題になる。
発芽床は土壌のpHが6.0より高く、水分が少ないと根腐れしやすい。特に30℃以上の気温が長期間続くと激害となる。サビキンの感染によるfusiform rustはアメリカ南部において苗床・造林地を通じて主要な病気であり、感染率を低く保つためには厳格な薬剤散布計画が求められる。
幹の病害の中でも最も深刻なのはfusiform rust である。この病気はバージニア州（Virginia）からテキサス州(Texas)において若い木を枯死させてしまう。また老齢個体であっても病変部に著しい変形をもたらして木材としての価値を下げる。エキナタマツ (Pinus echinata) との雑種はこの病気に対して比較的抵抗性を持つことで知られる。
子嚢菌の一種 Ascocalyx属の菌は幹に溝腐れ様の症状をもたらす。リギダマツとの雑種個体はこの病気に対してやや抵抗性を示す報告がある
日本で問題になっているマツノザイセンチュウ (Bursaphelenchus xylophilus) の感染に対しては強い抵抗性を持ち、通常の接種量ではマツ材線虫病を発症しない。日本の在来のマツの抵抗性系統は本種並みの抵抗性を持つものの選抜・固定を目標にしている。

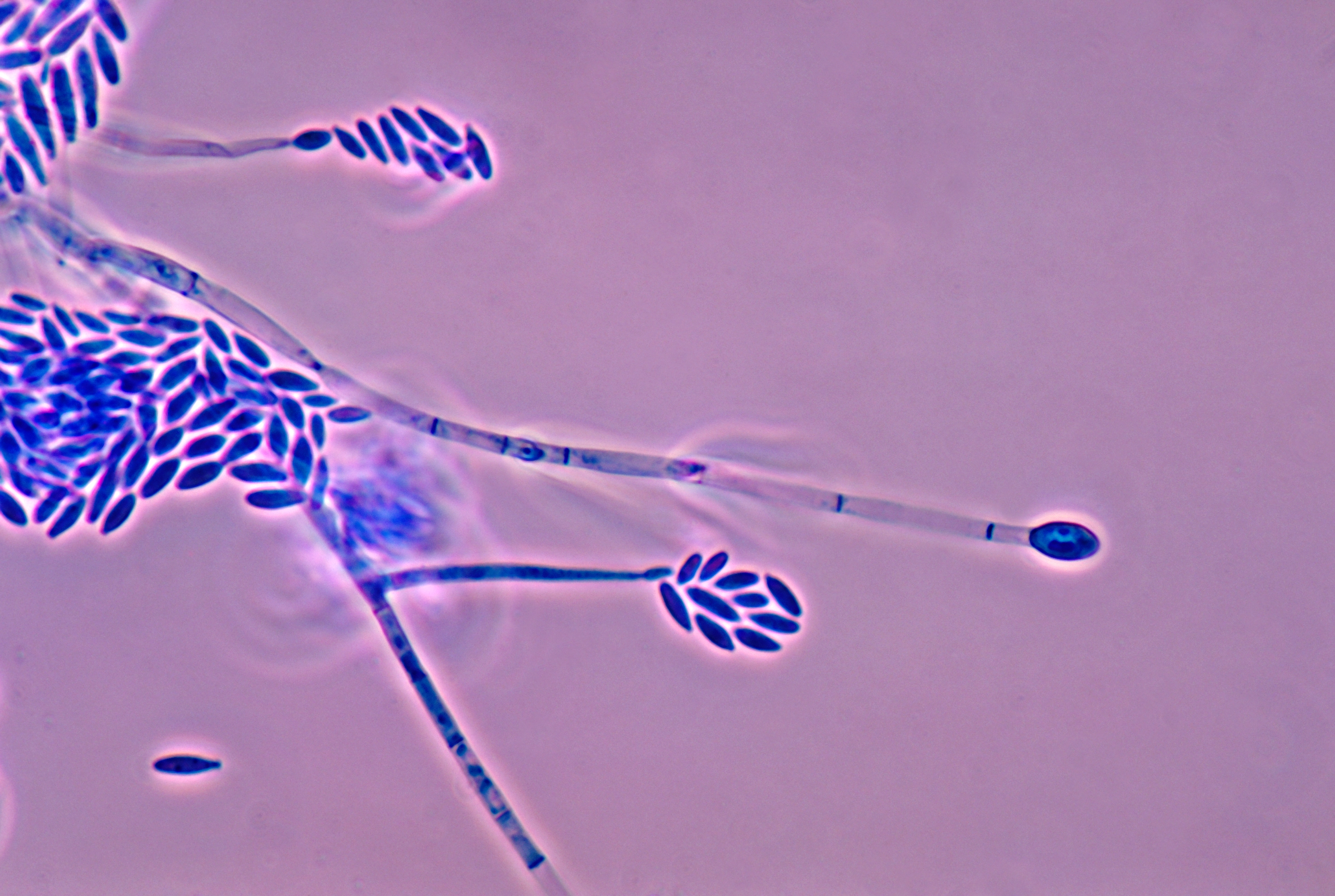
フザリウムはカビの一種である。
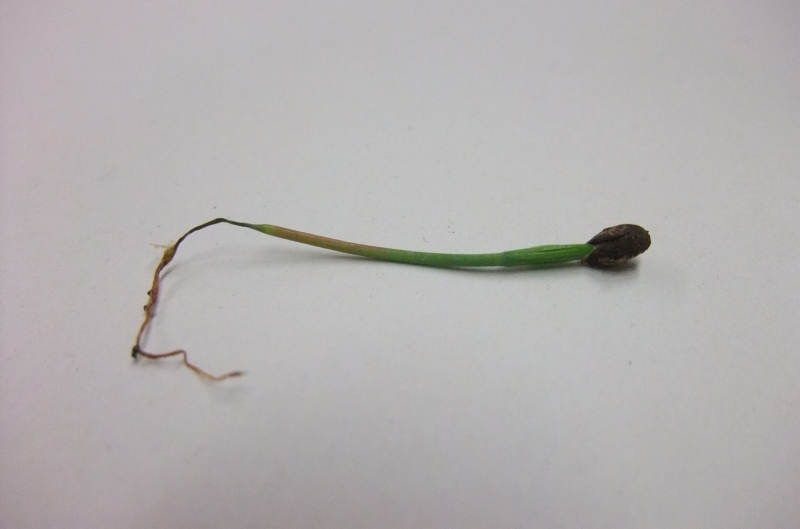
立枯病による根腐れにより枯死した実生
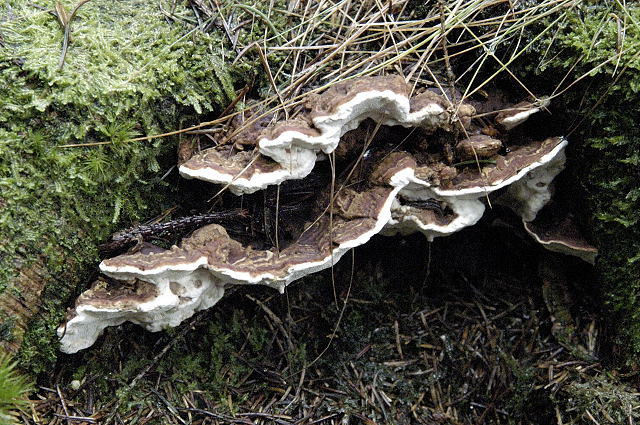
マツノネクチタケ(Heterobasidion annosum)
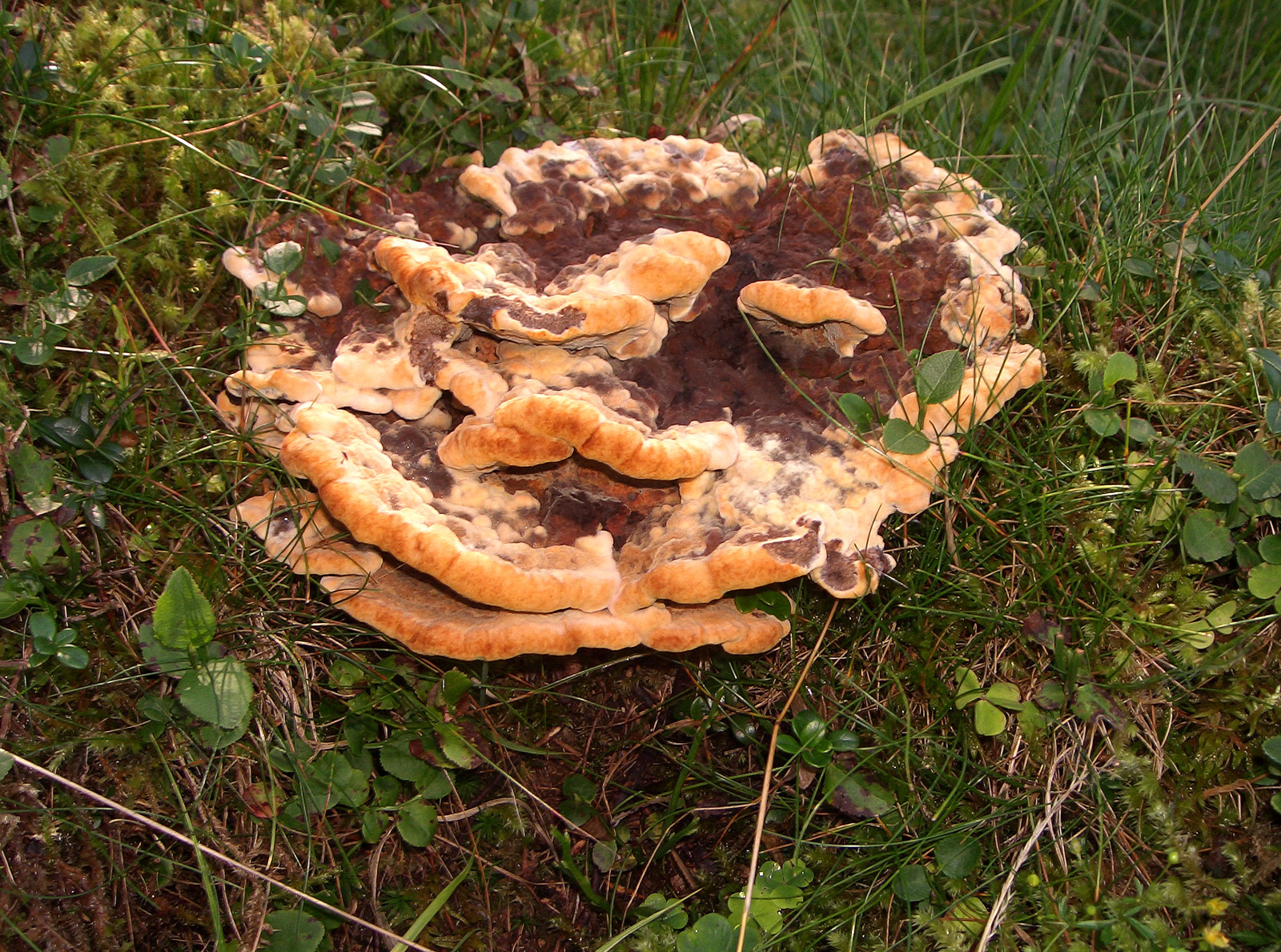
カイメンタケ(Phaeolus schweinitzii)

## 利用
有用な経済樹種として植林されており、同じくアメリカ南部に分布するダイオウマツ（P. palustris）、スラッシュマツ（P. elliotti）、エキナタマツ（P. echinata）等を加えてSouthern Yellow Pine（SYP、南方の黄色いマツの意味）などと呼ばれる。木材のほか、パルプ・製紙の原料などの使い方もされる。
リグニン生合成系の酵素の一種であるシンナミルアルコール脱水素酵素(CAD: cinnamylalcohol dehydrogenase, EC 1.1.1.195, 反応)を欠損した変異体が発見された。CADを欠損したテーダマツ植物体の木部は赤褐色であり、リグニン含量も少なく、除去されやすい構造のリグニンを含んでいるため、パルプ・製紙用に大規模に植林され始めている。木部が赤褐色を呈する理由は、シンナミルアルコール類より共役二重結合が長いシンナミルアルデヒド類が重合されてリグニンに取り込まれているためである。

## 関連項目

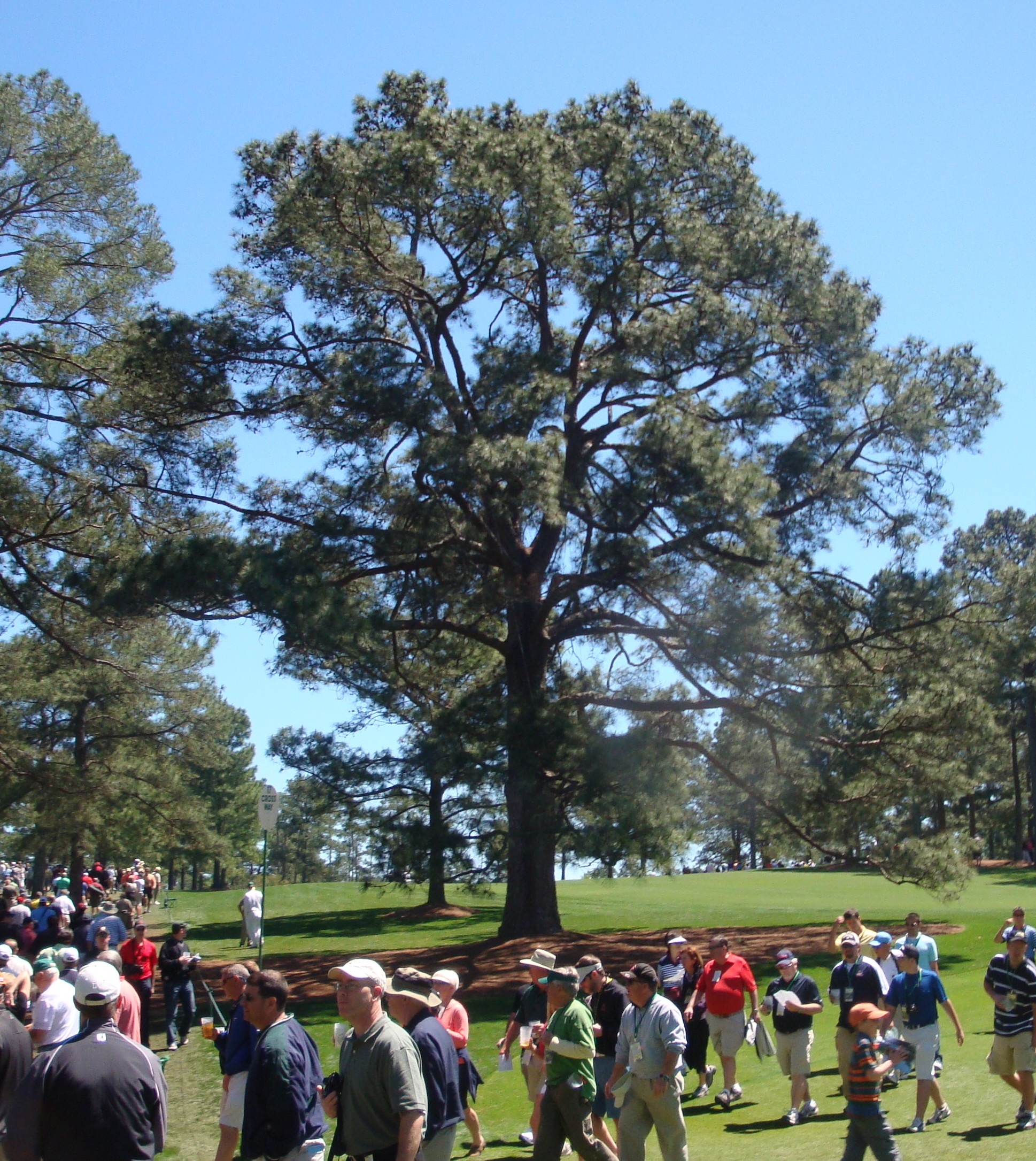
Eisenhower treeと呼ばれた本種の個体